# Ruche
Ruché  é uma variedade de uva vermelha italiana da região do Piemonte. É amplamente utilizado na produção de Ruché di Castagnole Monferrato, um vinho tinto de pequena produção que recebeu o status de Denominazione di Origine Controllata (DOC) por decreto presidencial em 22 de outubro de 1987, e recebeu a mais prestigiada Denominazione di Origine Controllata e Garantita ( Status DOCG) em 2010. A atual área de produção do vinho reconhecida pelo DOC cobre apenas cerca de 100 acres (40 hectares) de vinhas ao redor das aldeias de Castagnole Monferrato, Refrancore, Grana, Montemagno, Viarigi, Scurzolengo e Portacomaro.[1] Ruché di Castagnole Monferrato é, portanto, um dos vinhos varietais de menor produção na Itália. A uva também é cultivada até certo ponto na província vizinha de Alexandria.

Há algum debate sobre as origens da uva Ruché. Uma teoria é que a variedade é nativa das colinas a nordeste da cidade de Asti . Outra teoria é que a uva é uma variação local de uma importação francesa. Ela é cultivada na área há pelo menos cem anos, mas só recentemente começou a ser comercializada e consumida fora das imediações de sua produção. Ruché di Castagnole Monferrato tende a ser de corpo médio com notas de pimenta e frutos silvestres e aromas florais no nariz.  O vinho é frequentemente caracterizado por acidez moderada e taninos suaves. Na região do Piemonte, ele costuma ser combinado com carne bovina cozida lentamente, queijos do norte da Itália e cogumelos.

## História
As origens exatas do Ruché são desconhecidas, com ampelógrafos defendendo teorias diferentes. As duas teorias mais proeminentes são que a uva é nativa da região do Piemonte ou que ela se originou na Borgonha e foi trazida para o Piemonte em algum momento do século XVIII. Durante a maior parte de sua história no Piemonte, a uva foi cultivada em relativa obscuridade. No início do século XXI, a uva experimentou um ligeiro renascimento de interesse com o vinho DOC de Ruché di Castagnole Monferrato. 

## Vinhos
A Ruché compartilha algumas semelhanças com a principal uva piemontesa, a Nebbiolo, pois tende a produzir vinhos muito tânicos, de cor clara, com aromas e buquês pronunciados. Os vinhos são frequentemente caracterizados por um gosto residual ligeiramente amargo . 

## Sinônimos
Ruché é conhecido por uma variedade de grafias, incluindo Rouche, Rouchet, Rouché ou Ruchè.

## Links externos
- ItalianMade.com
- Ruchè Arquivado em 2006-10-26 no Wayback Machine  </link> (em italiano)</link> Uma página sobre a uva do site da Regione Piemonte